# Pauline à la plage
Série Comédies et Proverbes
Le Beau Mariage
(1982) Les Nuits de la pleine lune
(1984)
Pour plus de détails, voir Fiche technique et Distribution.
Pauline à la plage est une comédie sentimentale française réalisée par Éric Rohmer et sortie en 1983.
C'est le troisième volet du cycle des Comédies et Proverbes regroupant six films du réalisateur. La maxime mise en exergue du film, « Qui trop parloit, il se mesfait », est issue du roman courtois Perceval ou le Conte du Graal de Chrétien de Troyes.
Le film suit Marion, styliste à Paris, et Pauline, sa jeune cousine, qui passent leurs vacances dans une station balnéaire normande. Elles y rencontrent Pierre, amoureux de Marion, Henri, un ethnologue divorcé et séduisant, ainsi que Sylvain, adolescent à la recherche d’une fille de son âge. Des intrigues amicales et amoureuses se tissent entre ces différents personnages.

## Synopsis
Pauline,15 ans, après avoir passé les vacances avec ses parents, passe la fin de l'été chez sa cousine Marion en Normandie, à Jullouville.
Marion (30 ans), récemment divorcée, est disponible pour un « grand amour » qu'elle n'a pas encore trouvé. Très belle, elle n'a aucun mal à attirer l'attention des hommes. Sur la plage, elle est immédiatement abordée par Pierre, moniteur de planche à voile, une ancienne flamme qui, bien que ne l'ayant pas vue depuis des années, a toujours gardé les mêmes sentiments envers elle. Cependant, il y ajoute maintenant une jalousie possessive qui ne l'aide pas dans sa reconquête. 
Marion est en effet plus attirée par Henri, que lui présente Pierre, bourlingueur ethnologue, divorcé et père de famille. La passion entre les deux est immédiate et Marion commence à espérer avoir enfin trouvé ce qu'elle cherchait, sans se rendre compte que, pour Henri, elle n'est qu'une conquête parmi d'autres.
Lors d'un dîner dans la villa d'Henri, chacun évoque ses attentes en matière d'amour : Pierre se dit fatigué d'avoir des relations fixes et aimerait trouver une femme à aimer pour le reste de sa vie ; Marion attend le coup de foudre qui la secouera après l'échec de son mariage ; Pauline ne serait pas opposée non plus au coup de foudre. Le soir même, Marion invite Henri à passer la nuit avec elle ; au matin, sa petite cousine, à peine réveillée, les surprend.
Pauline rencontre sur la plage Sylvain, un garçon de son âge, avec qui elle passe vite de la sympathie à un amour d'adolescente. Alors que Marion est en mer pour une leçon de planche à voile, les deux adolescents sont invités par Henri à écouter des disques chez lui ; Henri doit s'absenter, peu après Marion arrive et les surprend tous les deux allongés sur un lit en train de se caresser, sa petite cousine est seins nus. Elle se retire sans bruit pour ne pas les déranger.
Un jour, Marion emmène Pauline visiter le Mont Saint-Michel. Henri profite aussitôt de ce moment de liberté pour se jeter dans les bras de Louisette, peu farouche vendeuse de bonbons sur la plage. Sylvain, qui se trouve dans la villa d'Henri, voit tout à coup Marion arriver plus tôt que prévu. Il prévient le couple de justesse. Henri lui demande de faire comme si c'était lui qui était dans sa chambre avec Louisette, ce que Sylvain accepte. Marion se laisse duper d'autant plus facilement qu'elle a envie d'y croire.
Mais Pierre a aperçu accidentellement Louisette dénudée dans la chambre de Pierre. Même s'il n'a pas vu l'homme qui était avec elle, il n'y a aucun doute pour lui qu'il s'agissait d'Henri. Il rapporte tout à sa Marion dans l'espoir de lui ouvrir les yeux. Mais Marion s'empresse de lui communiquer la version officielle de l'incident : c'était le jeune Sylvain, et non Henri, qui était avec Louisette.
Marion doit faire un bref aller-retour à Paris pour affaires, où elle passera la nuit. 
Poussé dans ses retranchements par Pauline, Pierre finit par lui révéler la légèreté de Sylvain, ce qui la blesse profondément. Mais, plus tard, Louisette lui laisse entendre que c'était bien avec Henri qu'elle était au lit. 
Le malentendu étant enfin dissipé, Henri, après avoir reproché à Pierre d'être un semeur de zizanie, s'excuse auprès de Sylvain et Pauline, en espérant que Marion ne l'apprendra pas. Pauline décide de rester chez Henri pour la nuit car elle est toujours en colère contre Sylvain et ne veut pas rester sous la tutelle de Pierre.
Au petit matin, Henri est réveillé par un coup de téléphone d'une amie espagnole qui est arrivée avec son bateau dans le port de Quiberon et qui lui propose de faire une croisière avec elle. Henri ne manque pas l'occasion et décide de partir sans attendre le retour de Marion. Il entre dans la chambre où Pauline est encore endormie, mais lorsqu'il la voit à moitié nue, avec seulement sa culotte, il ne peut résister ; il lui baise le pied, puis remonte jusqu'à la jambe puis jusqu'à la cuisse. Mais la jeune fille se réveille et le repousse d'un coup de pied. Confus, il n'insiste pas et lui marmonne que les hommes se comportent bizarrement et les « vieux » encore plus. Il écrit un mot d'adieu à l'intention de Marion puis raccompagne Pauline chez elle.
Marion ne comprend pas que Henri puisse délaisser une femme aussi superbe que Marion pour une fille aussi vulgaire que Louisette. Henri lui explique alors qu'il a connu Louisette avant Marion et qu'il se sent mieux avec elle, à l'abri d'une passion amoureuse. Il ajoute que Marion - telle la femme Alpha du "Meilleur des Mondes" d'Aldous Huxley - est l'archétype d'une femme parfaite, trop même, et avec laquelle il finirait par s'ennuyer.
A son retour, Marion, stupéfaite et surmontant avec peine son chagrin, parcourt le mot d'adieu d'Henri, ignorant toujours qu'il l'a trompée. 
La magie de l'été étant rompue, les deux cousines décident de rentrer sans plus attendre à Paris. Dans la voiture, sur le départ, Marion se demande tout à coup tout haut si ce n'était pas avec Henri que Louison était dans la chambre. Puis elle écarte cette hypothèse, par trop désagréable. Pauline se garde de la détromper et entre ainsi de plain-pied dans le monde du non-dit des adultes.

## Fiche technique
- Titre : Pauline à la plage
- Réalisation : Éric Rohmer
- Scénario : Éric Rohmer
- Musique : Jean-Louis Valero
- Photographie : Néstor Almendros
- Son : Georges Prat
- Montage : Cécile Decugis et Christopher Tate
- Production : Margaret Ménégoz
- Sociétés de production : Les Films du Losange, Les Films Ariane
- Société de distribution : Acteurs Auteurs Associés
- Pays production :  France
- Langue originale : français
- Format : couleurs - 1,33:1 - mono - 35 mm
- Genre : Comédie sentimentale, film sur l'adolescence[2]
- Durée : 94 minutes
- Dates de sortie : 
  - Allemagne de l'Ouest : 18 février 1983 (Berlinale) ; 16 septembre 1983 (sortie nationale)
  - France :  23 mars 1983 (sortie nationale)

## Distribution
- Amanda Langlet : Pauline
- Arielle Dombasle : Marion
- Pascal Greggory : Pierre
- Féodor Atkine : Henri
- Simon de La Brosse : Sylvain
- Rosette : Louisette
- Michel Ferry[3] : l'ami de Sylvain
- Marie Bouteloup : Marie

## Production

### Genèse et développements
Pauline à la plage est le troisième volet du cycle de films Comédies et Proverbes. Il est précédé par La Femme de l'aviateur (1981) et Le Beau Mariage (1982). Les années suivantes ont vu se succéder Les Nuits de la pleine lune (1984), Le Rayon vert (1986) et L'Ami de mon amie (1987). En guise de maxime, Rohmer introduit son film d'une citation tirée du roman courtois de Chrétien de Troyes, Perceval ou le Conte du Graal : « Qui trop parloit, il se mesfait »,. Le scénario remonte à l'ébauche d'une pièce de théâtre que Rohmer avait écrite à la fin des années 1950 et qui, dans différentes versions, avait été intitulée Les Vacances ou Friponnes de porcelaine, en hommage à George Meredith. Cette pièce raconte l'histoire de quatre jeunes gens dans une villa qui se maltraitent mutuellement dans leurs conversations sur l'amour, et était fortement influencée par les premiers films de Roger Vadim avec Brigitte Bardot. À la fin des années 1970, il reprend ces pages inachevées et y ajoute la rédaction d'une série de scènes sans lien entre elles, sous le titre Loup y es-tu ?, dans lesquelles il continue à développer les personnages. C'est aussi le titre de travail du film, jusqu'à ce que Rohmer le remplace par Pauline à la plage.

### Scénario
Comme dans les autres volets du cycle Comédies et Proverbes, il y a dans le film un arrière-plan théâtral, mais ici le jeu est presque explicite, la grille de la villa de Marion faisant office de rideau sur le générique de début, puis de nouveau sur le dernier plan, du pur théâtre sans être théâtral.
Deux visions de l'amour s'affrontent dans ce film. D'un côté, Marion qui croit au coup de foudre et à la possibilité de vivre le grand amour ne serait-ce qu'un instant, de l'autre, Pierre, pour qui la constance et la stabilité rendent le sentiment plus fort et plus digne d'être vécu. Pauline, invitée à s'exprimer, se retire en disant qu'à son âge, il faut écouter. Ainsi, la jeune fille est finalement la seule à suivre la maxime de Chrétien de Troyes sur laquelle s'ouvre le film. Cela ne suffit pas à contenir ses sentiments, secoués par les tempêtes déclenchées par les autres (les « grandes personnes »), mais dans la scène finale, alors qu'elle part pour Paris, elle démontre toute sa maturité et sa sensibilité lorsque, toujours par un silence, elle laisse sa cousine se rendre compte par elle-même à quel point elle s'est fait des illusions.
Contrairement aux autres volets du cycle Comédies et Proverbes, Pauline à la plage n'a pas de protagoniste unique au centre du récit, les personnages forment une sorte d'hexagone où chacun a droit à sa scène dans le film le plus « géométrique » de Rohmer.
Le spectateur est invité à s'identifier au rôle de voyeur dans au moins trois grandes anagnorisis qui représentent autant de tournants narratifs, à la manière de la detection hitchcockienne :
- Pauline découvrant au réveil Marion au lit avec Henri ;
- Marion découvrant sa cousine Pauline couchée avec son petit ami Sylvain ;
- Pierre apercevant par la fenêtre Louisette sautant nue sur le lit d'Henri.

### Tournage

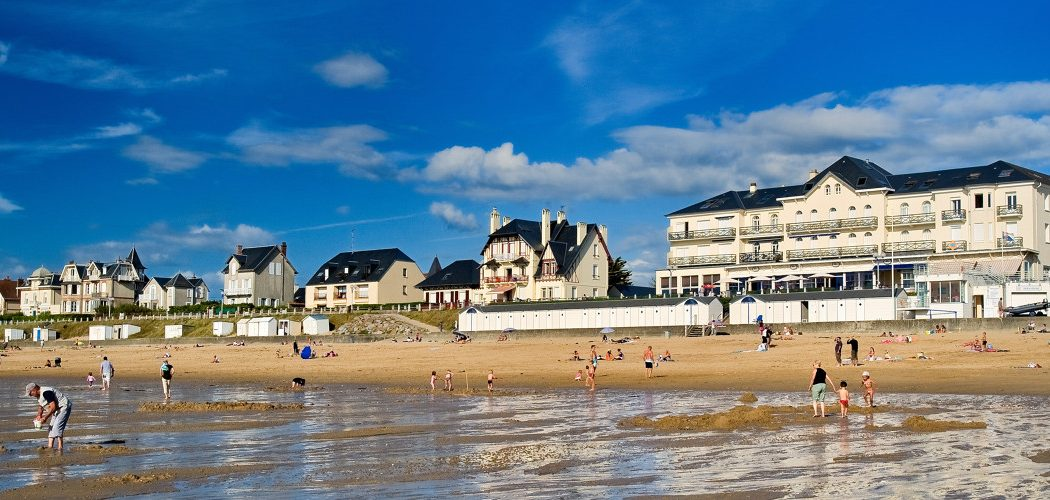
La plage de Jullouville.

Le film a été tourné en Normandie, où la collaboratrice de Rohmer, Marie Bouteloup, a mis à disposition une maison de vacances à Jullouville. La longue plage plate qui donne son titre au film se trouve également près de Jullouville. Des excursions mènent les personnages au Mont-Saint-Michel et à Granville. Rohmer raconte à son chef opérateur Néstor Almendros, avec lequel il retravaille après son retour d'Amérique, qu'il s'est inspiré visuellement des tableaux d'Eugène Boudin sur la Normandie. Les couleurs dominantes du film sont le bleu, le rouge et le blanc, la dernière couleur en particulier dominant le film et ses scènes de plage jusqu'à être proche de la surexposition. Ces trois couleurs qui sont également celles du drapeau français sont réunies dans le tableau La Blouse roumaine d'Henri Matisse, qui était accroché comme décoration murale dans la chambre de Pauline et qui figurait également sur l'affiche de cinéma du film. Rohmer avait vu la reproduction dans une librairie avant le début du tournage et s'était laissé influencer par Matisse pour la conception visuelle du film.
D'autres références artistiques sont insérées dans le film comme lors d'une scène entre Pauline et Pierre où l'on voit Pauline lire L'ennemi public numéro 2 de Gérard Lecas, sorti la même année.

### Attribution des rôles et interprétation
Rohmer avait déjà tourné avec la plupart des acteurs dans des films précédents, comme par exemple avec Arielle Dombasle l'année précédente dans Le Beau Mariage. Amanda Langlet, l'interprète de Pauline, a été choisie par Rohmer uniquement sur la base d'une photo dans le fichier d'acteurs-enfants de la Société française de production et d'un bref entretien téléphonique. Comme avec la plupart de ses actrices adultes, il a également mené des entretiens approfondis avec l'adolescente afin de faire coïncider le personnage et l'actrice. Il retravaillera avec elle dans Conte d'été (1996) et dans Triple Agent (2004). Féodor Atkine, qui contrairement à d'autres jeunes acteurs de Rohmer était déjà un acteur confirmé, s'est étonné rétrospectivement de la direction d'acteur du réalisateur, qui lui disait simplement « De toute façon, quoi que vous fassiez devant la caméra, pour moi, c'est bon ». Pascal Greggory a trouvé l'explication dans le fait que Rohmer avait observé ses acteurs de si près avant le début du tournage et avait si bien fait correspondre son scénario à leur personnalité jusqu'à ce que toutes leurs actions devant la caméra soient en accord avec son plan : « [...] Si Rohmer se permet ce genre d'attitude, c'est qu'avant de donner le premier tour de manivelle, il nous a tellement épiés, disséqués, il a tellement écrit le script [...] en fonction de nous que, en effet, toute attitude que nous pouvons avoir entre dans ses plans !!! Nous, individus, sommes bien moins ses acteurs que ses personnages !! [...] autant le contact est fort avantle tournage, autant alors, il s'esquive [...] Je dirais par parenthèse qu'il a d'ailleurs un réel problème au touche, je veux dire, au contact physique des gens ». L'actrice Arielle Dombasle a quant à elle fait état de son trouble lorsque lors d'une projection du film au public, elle a le sentiment inconfortable que le public riait moins de son jeu que de ses particularités personnelles, comme si toute conscience s'effaçait qu'elle ait jamais pu jouer un rôle.

## Accueil critique
Pauline à la plage a été un succès public en France, avec plus de 320 000 entrées. La critique a cependant réagi de manière désorientée à ces situations vaudevillesques où  se fait voir l'embarras des acteurs, mais jamais le point de vue du metteur en scène. Ainsi, dans l'émission culturelle Le Masque et la Plume, Georges Charensol et Gérard Lefort étaient d'accord pour dire que le film faisait souvent rire le public, mais pas dans le sens voulu par Rohmer. Claude Baignères, dans Le Figaro, considérait même le film comme un candidat au « César du film le plus ridicule de 1983 ». Tout sonnait faux, et les acteurs faisaient des maladresses de gestes et d'intonation aussi graves que celles que n'auraient pas commises les amateurs les moins doués, Arielle Dombasle en tête. En revanche, Vincent Ostria juge dans Les Inrockuptibles que le film est « sous des dehors enjoués et hédonistes, en parfaite opposition avec les films d'ado populaires de l'époque comme La Boum [...] Malgré le personnage distrayant de la précieuse ridicule (Arielle Dombasle, qui d’autre ?), c’est une œuvre infiniment complexe sur la passion et ses dérivés. Posant au cœur du dispositif un indispensable quiproquo qui servira de révélateur, le cinéaste va, par le biais du langage, voire de la logorrhée (« Qui trop parole, il se mesfait » est la citation de Chrétien de Troyes mise en exergue en guise de proverbe), faire la nomenclature des différents types de postures amoureuses : libertinage, sensualité, coup de foudre, fidélité, etc. Étincelant ».
Pour Jacques Siclier dans Télérama : « Rohmer a filmé ici en romancier. Ses personnages se déplacent dans un univers limité : une plage de Normandie et ses environs, en fin de saison, avec des alternances de soleil et de pluie. Les images de Nestor Almendros obéissent au style de Rohmer : strictement narratives, mais inséparables d'une stratégie de la parole organisée par le cinéaste.[...] Le film, remarquablement interprété, enthousiasme par la subtilité et la rapidité des enchaînements de situations. Rohmer mène les personnages jusqu'au bout de la partie, avec une jubilation évidente dans l'expression verbale ».
Le film a eu un succès particulier aux États-Unis, où il a rapporté 2,5 millions de dollars. L'ambiance libertine du film, qui avait déjà fait le succès de L'Amour l'après-midi, a été appréciée dans ce pays. Vincent Canby, dans le New York Times, considére Pauline à la plage comme « un autre plaisir rare de Rohmer », qui, espérait-il, apporterait de nombreux nouveaux admirateurs à « l'un des cinéastes les plus originaux et les plus élégants de notre époque ». Contrairement à ses collègues français, il a souligné la prestation particulièrement séduisante d'Arielle Dombasle, qui pourrait devenir une future grande figure du cinéma français. Certes, on parle beaucoup dans le film, mais cela fait justement partie de la comédie que chaque personnage, pour des motifs soi-disant très purs, essaie avec un désespoir croissant de convaincre un autre personnage de la raison pour laquelle il doit aimer ou ne pas aimer quelqu'un. Dans les années 1980, Quentin Tarantino, lorsqu'il travaillait à Video Archives, conseillait à ses clients des films comme Pauline à la plage d'Éric Rohmer dont les « jaquettes étaient toujours un peu provocantes ». Ce dernier faisant, selon le réalisateur américain, des « contes charmants sur des gens, des situations. Il ne se passe pas grand-chose, mais on apprend à connaître ces gens. Il y a toujours une chanson romantique [...] Ce n'est pas une comédie, il n'y a pas de blagues, mais si on s'y abandonne, on pourrait trouver ça légèrement amusant ».
En Allemagne de l'Ouest, Filmdienst estime qu'il s'agit d'« un jeu en apparence léger comme une plume, mais mis en scène avec précision et perspicacité, sur les modèles de rôles, les comportements trompeurs et la contradiction quotidienne entre le discours et l'action - passionnant et réjouissant malgré la richesse de ses dialogues ». Karsten Witte écrit dans Die Zeit : « Ils décortiquent les sentiments jusqu'à ce qu'il ne reste plus un seul mot à dire, que tout sens et toute lettre soient totalement effacés. Cela ne paraît jamais stupide, mais fait réfléchir à la bêtise de manière conséquente jusqu'au bout et c'est en cela que c'est amusant ». Urs Jenny estime dans le Spiegel : « L'art de Rohmer est un art minimal, un envoûtement par rien d'autre que l'intelligence et le charme, un art lumineux, tout à fait dénué d'hypocrisie ». Dans toute cette « danse de la jalousie, de l'amour propre et de la vanité », il n'y a finalement qu'une seule vérité, exprimée par Pauline : « Vous parlez sans cesse d'amour, [...] alors que vous voulez tous simplement être aimés ».

### Distinctions
- Berlinale 1983 :
  - En compétition pour l'Ours d'or
  - Ours d'argent du meilleur réalisateur
  - prix FIPRESCI
  - Mention honorable du prix OCIC (« Forum of New Cinema »)
- Prix Méliès 1983
- Boston Society of Film Critics Awards 1984 : meilleur scénario